# Nguyễn Việt Thắng (cầu thủ bóng đá)
Nguyễn Việt Thắng (sinh ngày 13 tháng 09 năm 1981), hay còn được biết đến với biệt danh Thắng "bế", là một Huấn luyện viên và là cựu cầu thủ từng chơi cho các câu lạc bộ Công an TP. HCM, Hoàng Anh Gia Lai, Đồng Tâm Long An, The Vissai Ninh Bình, Becamex Bình Dương, Thanh Hóa và Đội tuyển Quốc gia Việt Nam ở vị trí tiền đạo.

## Sự nghiệp Câu lạc bộ

### Tuổi thơ và Khởi đầu sự nghiệp
Việt Thắng sinh ra và lớn lên ở Long An trong một gia đình có mẹ là giáo viên. Ngay từ nhỏ, Việt Thắng đã có ý thức trở thành một cầu thủ chuyên nghiệp. Năm 14 tuổi, Việt Thắng thi vào lớp Năng kiếu Bóng đá Long An nhưng bị loại vì chiều cao không đạt chuẩn (1m48 so với 1m50). Sau đó, cơ hội lại đến với anh khi cựu tiền đạo của Long An là Võ Ngọc Quý gọi anh và một số người bị loại khác lên thi vào lớp U15 Trung tâm Thể dục Năng khiếu Quốc gia 2 của HLV Hồ Thu và đã được nhận. Tưởng chừng như sẽ bị loại thêm một lần nữa vì vấn đề chiều cao thế nhưng khi biết rằng bố của Việt Thắng cao 1m82, CLB lại cho anh thêm một cơ hội. Đến năm 17 tuổi, anh được gọi và đôn lên đội 1 của CLB Công an Thành phố Hồ Chí Minh.

### Công An Thành phố Hồ Chí Minh
Năm 1998, khi mới 17 tuổi. Việt Thắng đã có trận đấu ra mắt CLB khi được tung vào sân thay thế cho người đàn anh Lê Huỳnh Đức bị chấn thương. Một năm sau, anh có bàn thắng đầu tiên cho CLB trong trận thua 2-1 trước Cảng Sài Gòn.
Ở đây, anh đã có 2 lần dành danh hiệu Cúp Quốc gia với Câu lạc bộ.

### Hoàng Anh Gia Lai (2002 - 2003)
Vào năm 2002, Việt Thắng chuyển đến Câu lạc bộ Hoàng Anh Gia Lai với mức phí 500 triệu. Tại đây, Việt Thắng cùng với Nguyễn Minh Hải thường thay phiên nhau đá cặp với Kiatisuk trên hàng công và vẫn có những màn trình diễn tròn vai mỗi khi được trao cơ hội ra sân, mà nổi bật nhất là cú đúp trong chiến thắng 3-2 của Hoàng Anh Gia Lai trước Đồng Nai ở vòng 8 V-League 2003. Anh cùng "Dream Team" của Hoàng Anh Gia Lai có lần đầu được nâng cao chức vô địch V-League vào cuối mùa. Cũng trong năm này, Việt Thắng bị trung vệ Nguyễn Mạnh Dũng (Dũng "Giáp") "tố" tham gia dàn xếp tỉ số trong khi câu lạc bộ Hoàng Anh Gia Lại đang thi đấu tại Giải vô địch bóng đá các câu lạc bộ châu Á 2003. Liên đoàn bóng đá Việt Nam đã quyết định cấm cầu thủ này thi đấu tại tất cả các giải trong nước trong vòng 3 năm dù cho các lực lượng công an đã cho rằng "chưa đủ bằng chứng để kết tội", đồng nghĩa với việc Việt Thắng sẽ phải bỏ lỡ kỳ SEA Games 22 được tổ chức tại Việt Nam, sau ngày án phạt được giảm xuống còn 1,5 năm - Và đây vẫn là một trong những vụ việc bí ẩn nhất của Bóng đá Việt Nam.

### Đồng Tâm Long An (2005 - 2009)
Trong suốt thời gian bị cấm thi đấu, năm 2005, Việt Thắng được gửi đến học tập tại Câu lạc bộ bóng đá Porto B để có thể chuẩn bị cho việc quay trở lại đội tuyển của mình tại Giải bóng đá vô địch quốc gia, thế nhưng một chấn thương đầu gối đã ngăn cản anh trở lại giai đoạn 2 V-League 2005. Đến năm 2006, Việt Thắng quay trở lại câu lạc bộ Đồng Tâm Long An. Trong trận đấu cuối cùng của V-League 2006, chính anh là người đã ghi bàn thắng quyết định trong trận gặp Đà Nẵng, giúp ĐTLA bảo vệ thành công ngôi vương khi chỉ hơn đội về nhì là Bình Dương đúng 1 điểm.

### The Vissai Ninh Bình (2010 - 2011)
Năm 2009 Việt Thắng ngược ra miền bắc khoác áo thi đấu cho The Vissai Ninh Bình của bầu Trường với 8 tỷ đồng phí lót tay. Ở đây anh thể hiện phong độ khá cao dù cho phải nhường vị trí trung phong sở trường cho đồng đội Gustavo.

### Becamex Bình Dương & Thanh Hóa (2012)
Chưa hết hợp đồng 3 năm, anh được Becamex Bình Dương mua về cuối năm 2011 với mức giá 9 tỷ đồng (phá vỡ kỷ lục 8 tỷ của chính anh khi chuyển sang Ninh Bình và của Lê Công Vinh khi chuyển đến Hà Nội T&T).
Sau giai đoạn lượt đi của V - League 2012 chủ yếu ngồi trên ghế dự bị do không được HLV Lê Thụy Hải trọng dụng. Tới giai đoạn lượt về của V-League 2012 Việt Thắng chuyển đến thi đấu cho Thanh Hóa theo hình thức cho mượn từ câu lạc bộ chủ quản. Anh ghi 2 bàn trên chặng đường giúp Thanh Hóa trụ hạng. Nhưng cũng tại đây, anh lại bị bầu Đệ của Thanh phạt với số tiền 492 triệu với lý do anh "bỏ về" sớm 2 vòng đấu (trong khi HLV Triệu Quang Hà đã cho phép anh về để tạo điều kiện thi đấu cho các cầu thủ trẻ).

### Trở lại Đồng Tâm Long An (2013 - 2014)
Trở lại Bình Dương sau nửa năm thi đấu cho Thanh Hóa, anh tiếp tục chuyển đến câu lạc bộ cũ Đồng Tâm Long An với một bản hợp đồng cho mượn có thời hạn 1 năm. Sau một mùa giải thi đấu với phong độ ổn định, ngày 14 tháng 10 năm 2013, Đồng Tâm Long An đã đàm phán thành công với Bình Dương về việc chuyển nhượng Việt Thắng với mức phí không được tiết lộ. Chấn thương ngay trước mùa giải V-League 2014 cùng với việc anh không thể hiện được nhiều trong màu áo đội bóng đã khiến Việt Thắng bị câu lạc bộ thanh lý hợp đồng. Ngày 8 tháng 11 năm 2014, anh tuyên bố từ giã sự nghiệp sân cỏ sau 17 năm gắn bó.

## Sự nghiệp đội tuyển
Việt Thắng khoác áo đội tuyển quốc gia lần đầu tiên vào tháng 8 năm 2000. Tiếp đó được chọn để thi đấu trong vòng loại World Cup năm 2002, anh có cơ hội chơi với những cầu thủ nổi tiếng như Lê Huỳnh Đức nhưng đến phút cuối lại bị loại do án phạt của Liên đoàn.
Trong năm 2007, anh được gọi trở lại đổi tuyển quốc gia nhưng lại không thể có mặt tại Cúp bóng đá châu Á 2007. Năm 2008, Việt Thắng được huấn luyện viên Henrique Calisto gọi trở lại đội tuyển Việt Nam và là một trong những tiền đạo đá cặp cùng với Lê Công Vinh tại Giải vô địch bóng đá Đông Nam Á 2008. Tại giải này, anh đã ghi được một bàn thắng và có một số đường chuyền tạo cơ hội cho các cầu thủ khác ghi bàn.

### Bàn thắng cho đội tuyển quốc gia
| # | Ngày                 | Địa điểm                                        | Đối thủ  | Kết quả | Giải đấu            |
| - | -------------------- | ----------------------------------------------- | -------- | ------- | ------------------- |
| 1 | 16 tháng 11 năm 2008 | Sân vận động Quốc gia Mỹ Đình, Hà Nội, Việt Nam | Thái Lan | 2-2     | T&T Cup 2008        |
| 2 | 10 tháng 12 năm 2008 | Sân vận động Surakul, Phuket, Thái Lan          | Lào      | 4-0     | AFF Suzuki Cup 2008 |

## Phong cách thi đấu
Được coi là truyền nhân của người đàn anh ở Công An TP.HCM và Đội tuyển Lê Huỳnh Đức, Việt Thắng là tiền đạo hiếm hoi của Bóng đá Việt Nam có thể hình cao lớn, kèm với đó là lối chơi mạnh mẽ. Anh được coi là cầu thủ nội hiếm hoi có khả năng cạnh tranh với các cầu thủ ngoại cho vị trí trung phong, nhất là trong các sơ đồ chỉ sử dụng 1 tiền đạo.
Nhưng khác với người đàn anh, Việt Thắng là mẫu cầu thủ thích chơi phối hợp đồng đội hơn là trở thành trung tâm của các pha tấn công khi anh có khả năng phối hợp làm tường với các cầu thủ khác trên hàng công. Ví dụ điển hình nhất cho lối chơi đồng đội của anh chính là đường chuyền cho Lê Công Vinh nâng tỉ số lên 2-0 trong trận chung kết lượt đi trước Thái Lan (trên sân Rajamangala) thay vì tự mình dứt điểm trong thế đối mặt thủ môn ở góc hẹp. Chính Công Vinh cũng cho rằng Việt Thắng là tiền đạo ăn ý với anh nhất ở Đội tuyển Quốc gia.

## Sự nghiệp Huấn luyện viên
Sau khi treo giày, Việt Thắng được mời làm việc cho Trung tâm Đào tạo trẻ PVF ở các vị trí HLV U11 và HLV tiền đạo, anh chính là thầy của tiền đạo Hà Đức Chinh.
Từ V-League 2019, Việt Thắng được bổ nhiệm làm trợ lý HLV cho CLB Đà Nẵng.
Năm 2022, anh chính thức trở thành HLV trưởng Câu lạc bộ bóng đá Cần Thơ thi đấu ở V-League 2.

## Thống kê sự nghiệp Huấn luyện viên
| Đội bóng                   | Từ                   | Đến                 | Thành tích | Thành tích | Thành tích | Thành tích | Thành tích | Thành tích | Thành tích | Thành tích      |
| Đội bóng                   | Từ                   | Đến                 | Trận       | T          | H          | B          | BT         | SBT        | HS         | Tỉ lệ thắng (%) |
| -------------------------- | -------------------- | ------------------- | ---------- | ---------- | ---------- | ---------- | ---------- | ---------- | ---------- | --------------- |
| Câu lạc bộ bóng đá Cần Thơ | 17 tháng 2 năm 2022  | 15 tháng 9 năm 2022 | 16         | 5          | 5          | 6          | 17         | 19         | -2         | 31.25           |
| Phù Đổng Ninh Bình         | 26 tháng 10 năm 2024 | 21 tháng 6 năm 2025 | 23         | 19         | 4          | 0          | 43         | 6          | 37         | 82.61           |
| Tổng cộng                  | Tổng cộng            | Tổng cộng           | 39         | 24         | 9          | 6          | 60         | 25         | 35         | 61.54           |

## Đời sống cá nhân
Anh được các đồng đội ở cả CLB và Đội tuyển đánh giá là một người hòa đồng và hài hước.
Ngày 29 tháng 8 năm 2008, Việt Thắng lên xe hoa với người bạn gái lâu năm là Phạm Ngọc Bảo Hương, hai người có chung với nhau một người con gái tên Nguyễn Trang Anh (tên gọi ở nhà là Julie, sinh ngày 1 tháng 2 năm 2010). Sau hơn 6 năm, hai người chia tay trong lặng lẽ.
Cuối năm 2016, sau hơn 1 năm tìm hiểu và hẹn hò. Việt Thắng tái hôn với DJ Phan Ngọc Anh. Lễ cưới được tổ chức vào ngày 30 tháng 11 tại Thành phố Hồ Chí Minh với sự tham gia của hơn 400 khách mời bao gồm những nhân vật nổi tiếng như trong ngoài lĩnh vực bóng đá như Lê Huỳnh Đức, Trần Minh Chiến, Huy Khánh, Thái Hòa...
Sau giải nghệ, Việt Thắng trở thành khách mời quen thuộc trong các chương trình về bóng đá.

## Thành tích

### Cầu thủ:
Đội tuyển Việt Nam
- AFF Cup: 2008

Với Công An TP.HCM
- Cup Quốc gia: 1998, 1999 - 2000

Với Hoàng Anh Gia Lai
- V-League: 2002 - 2003

Đồng Tâm Long An
- V-League: 2006
- Siêu Cup Quốc gia: 2005

### Huấn luyện viên:

#### Phù Đổng Ninh Bình:
- Vô địch Giải hạng Nhất Quốc gia: 2024–25